# Friné
Friné (Φρύνη), hija de Epicles, es el apodo de una famosa hetaira griega, célebre por su proverbial belleza, nacida en Tespias (Beocia) como Mnésareté (Μνησαρετή). El significado en griego antiguo de este sobrenombre, probablemente antifrástico, es «sapo» (según Plutarco, apuntaría al color aceitunado de su piel); mientras que Mnésareté significaría «conmemoradora de la virtud». Al parecer, huyó con su familia a Atenas en el 375 a. C., año en que los tebanos volvieron a destruir la ciudad, poco antes de la batalla de Leuctra.
De origen humilde, fue la amante y modelo predilecta de Praxíteles, quien se inspiró en ella para la creación de varias estatuas de Afrodita. Es conocida por el juicio en su contra por impiedad, en el que fue defendida por el orador Hipérides.

## Biografía

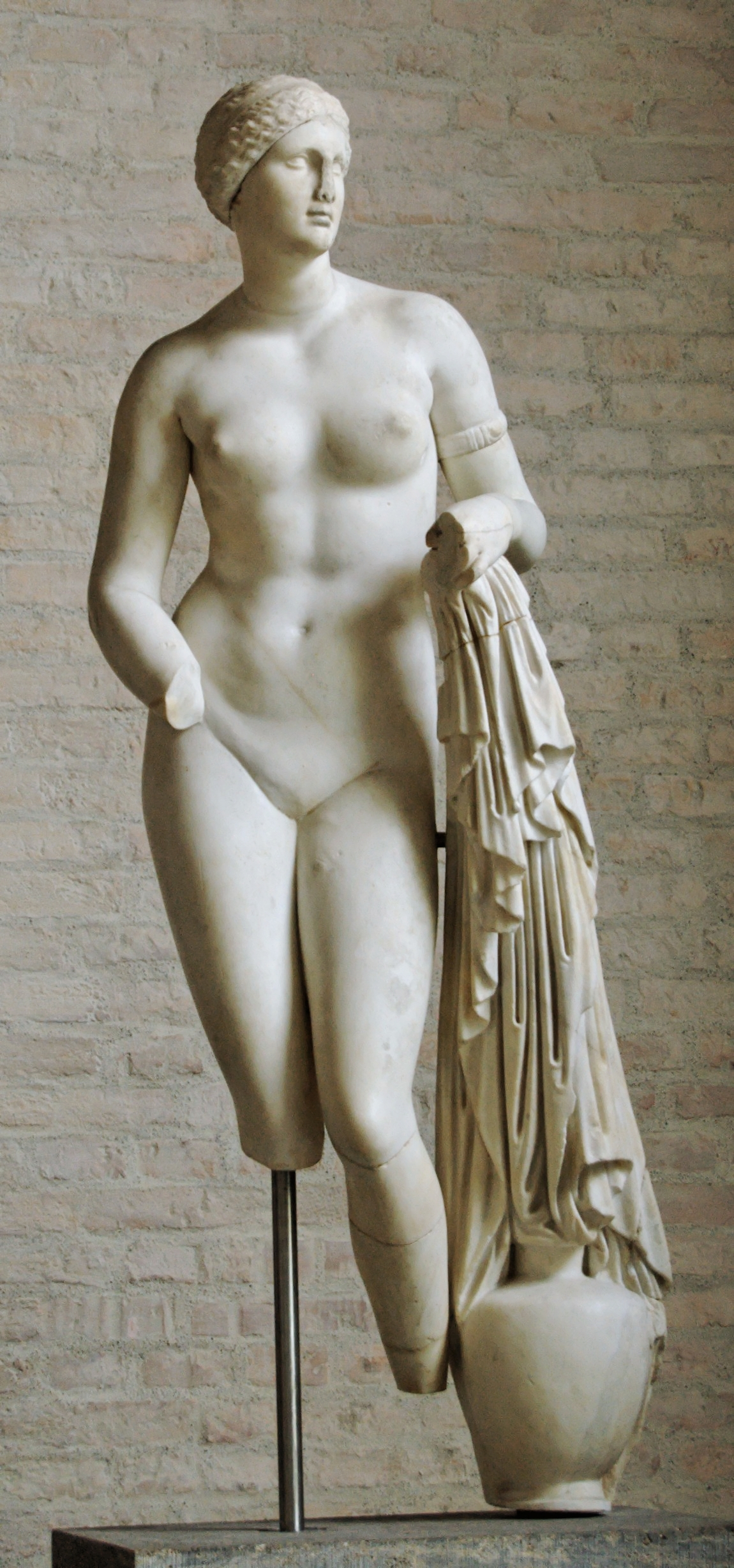
Afrodita Braschi. Gliptoteca de Múnich.

Casi nada se sabe de su vida, perdiéndose entre gestos eróticos y leyendas los pocos datos biográficos de que se dispone hasta ahora. Su verdadero nombre era Mnesarete (Μνησαρέτη, "conmemoración de la virtud"), pero debido a su tez amarillenta fue llamada Phrýnē ("sapo"). Este era un apodo que se le daba con frecuencia también a otras cortesanas y prostitutas también. Se dice que fue hija de Epicles en Tespias en Beocia, pero vivió en Atenas. Se desconocen las fechas exactas de su nacimiento y muerte, pero se supone que nació alrededor del 371 a. C. En ese año, Tebas arrasó Tespias poco después de la batalla de Leuctra y expulsó a sus habitantes. Es posible que haya sobrevivido a la reconstrucción de Tebas en 315/316 a. C. 

### Fama
Ateneo es la fuente de muchas anécdotas sobre Friné. Elogia su belleza, escribiendo que con motivo de las fiestas de Eleusinia y Poseidonia se soltaba el pelo y se adentraba desnuda en el mar. Esto habría inspirado al pintor Apeles a crear su famosa pintura de Afrodita Anadiomena (Ἀφροδίτη Ἀναδυομένη, Afrodita saliendo del mar, también llamada Venus Anadiomena). Supuestamente el escultor Praxíteles, quien también habría sido su amante, la usó como modelo para la estatua de la Afrodita de Cnido, la primera estatua desnuda de una mujer de la antigua Grecia.
Según Ateneo, Praxíteles esculpió dos estatuas más para ella, una estatua de Eros que fue consagrada en el templo de Tespias y una estatua de Friné misma que estaba hecha de oro macizo y fue consagrada en el templo de Delfos. Estaba erigida entre las estatuas de Arquidamo III y Filipo II. Cuando Crates de Tebas vio la estatua, la llamó «una ofrenda votiva del libertinaje de Grecia». Pausanias en cambio escribe que dos estatuas de Apolo estaban junto a esta estatua y que estaba hecha de bronce dorado. Es casi una certeza que Pausanias tiene razón en su afirmación de que se utilizó bronce dorado.
Ateneo alega que Friné era tan rica que se ofreció a financiar la reconstrucción de las murallas de Tebas, que habían sido destruidas por Alejandro Magno en el 336 a. C., con la condición de que se inscribieran las palabras «Destruida por Alejandro, restaurada por Friné la cortesana» sobre ellas. Diógenes Laercio narra un intento fallido de Friné de manchar la virtud del filósofo Jenócrates.
Havelock sostiene que la historia de Friné nadando desnuda en el mar es probablemente una fabricación sensacionalista. En tanto Plutarco reporta haber visto personalmente las estatuas en Tespias y en la misma Delfos, Cavallini no duda de su existencia, pero considera que la historia sobre el amor entre Praxíteles y Friné es una invención de biógrafos posteriores. Tebas fue restaurada en 315 o 316 a. C., pero probablemente no sea cierto que Friné propuso alguna vez reconstruir sus murallas. Diodoro Sículo escribe que los atenienses reconstruyeron la mayor parte del muro y que Casandro proporcionó más ayuda más tarde, sin mencionar la supuesta oferta de Friné.
La estatua de Eros
Como pago por sus servicios, Praxíteles le ofreció la escultura que prefiriera de cuantas tenía en su estudio. Friné no entendía de arte, así que no se veía capaz de dilucidar cual era su mejor pieza. Entonces, urdió un plan. Dijo a un sirviente que, durante la cena, irrumpiera gritando que el estudio estaba ardiendo. Praxíteles exclamó: «¡Salvad mi Eros!». Supo así que era la mejor obra y la exigió acto seguido, regalándola más tarde a Tespias, su ciudad natal.
Toma venganza de la lascivia la penitencia de la riqueza desperdiciada
Si Venus hizo de oro a Fryne bella,
en pago a Venus hizo de oro Fryne
porque el lascivo corazón se incline
al precio de sus culpas como a ella.
Adore sus tesoros, si los huella
el desperdicio, y tarde ya, los gime:
que tal castigo y penitencia oprime
a quien abrasa femenil centella.
En pálida hermosura, enriquecidas
sus facciones, dio vida a su figura
Fidias, a quien prestó sus manos Midas.
Arde en metal precioso su blancura;
veneren, pues les cuesta seso y vidas,
los griegos su pecado y su locura.
Restituye Fryne en seguridad a su patria lo que le había usurpado en inquietudes
Fryne, si el esplendor de tu riqueza
a Tebas dio muralla bien segura,
tantos padrones cuente a tu hermosura
cuantas piedras se ven en su grandeza.
Del grande macedón la fortaleza
desfiguró su excelsa arquitectura;
empero lo que abate fuerza dura
restituye, desnuda, tu flaqueza.
Tú, que fuiste prisión de los tebanos,
eres defensa a Tebas, que yacía
cadáver lastimoso de estos llanos.
La ciudad que por ti lasciva ardía
se venga del poder de otros tiranos
con lo que le costó tu tiranía.

### Juicio
El evento más conocido en la vida de Friné es su juicio. Ateneo escribe que fue procesada por un cargo capital y defendida por el orador Hipérides, quien habría sido uno de sus amantes. Ateneo no especifica la naturaleza de los cargos, pero Pseudo-Plutarco escribe que fue acusada de impiedad. El discurso de acusación fue escrito por Anaxímenes de Lámpsaco según Diodoro Periegetes. Cuando parecía que el veredicto iba a ser desfavorable, Hipérides le habría quitado la túnica a Friné para mostrar sus pechos a los jueces y así despertar su compasión. Su belleza infundió en los jueces un miedo supersticioso, a tal punto que no se atrevieron a condenar a muerte a "una profetisa y sacerdotisa de Afrodita" y decidieron absolverla por compasión.
Ateneo, sin embargo, incluye también una descripción diferente del juicio proveniente de la Efesia de Posidipo de Casandrea. En ella, simplemente describe a Friné estrechando la mano de cada miembro del jurado, suplicando entre lágrimas por su vida, sin que se mencione su desnudez. Craig Cooper sostiene que el relato de Posidipo es la versión auténtica y que Friné nunca descubrió sus pechos ante el tribunal durante su juicio.
Según Cooper, tanto la primera descripción del juicio dada por Ateneo como el relato más breve de Pseudo-Plutarco se derivan en última instancia del trabajo del biógrafo Hermipo de Esmirna (c. 200 a. C.), quien adaptó la historia de Idomeneo de Lámpsaco (c. 300 a. C.). El relato de Posidipo es la versión más antigua conocida. Si en verdad Friné se hubiese desnudado durante el juicio, Posidipo probablemente lo habría mencionado en tanto era poeta cómico. Por lo tanto, es probable que el desnudo de Friné corresponda a una invención posterior, que data de algún tiempo después del 290 a. C., cuando Posidipo era poeta activo. Idomeneo estaba escribiendo durante esa época.
Cooper agrega que la evidencia sugiere que fue Idomeneo quien inventó la versión más lasciva del episodio, posiblemente con el objeto de parodiar y ridiculizar las exhibiciones de los demagogos atenienses en los tribunales. Teniendo en cuenta su tendencia a atribuir el exceso sexual a estos demagogos, el acto provocador de desnudar a Friné encaja con el carácter que Hipérides había adquirido en la obra de Idomeneo. Como suele pasar en la tradición biográfica, los biógrafos posteriores no se dieron cuenta de que los biógrafos anteriores no ofrecían una representación precisa de los acontecimientos. El biógrafo posterior Hermipo incorporó la versión de Idomeneo en su propia biografía. Un extracto de la biografía de Hermipo se conserva en las obras de Ateneo y Pseudo-Plutarco.
También hay argumentos a favor de la veracidad del desnudo de Friné. Las palabras "profetisa y sacerdotisa de Afrodita" podrían haber indicado que Friné participó en las fiestas de las Afrodisias en Egina. De ser cierto, esto habría demostrado a los miembros del jurado que la diosa la favorecía y que merecía compasión. Además, era aceptado en aquella época que las mujeres eran especialmente capaces de provocar la simpatía de los jueces. Es posible que madres y niños fueran llevados a comparecer ante los tribunales con ese fin. Desnudarse los senos no era atípico para las prostitutas o cortesanas y no se restringía a ellas, y también podría haberse usado para despertar compasión.
Sin embargo, todas estas exposiciones sobre el posible desnudo de Friné durante su juicio olvidan un hecho fundamental de la cultura griega: la kalokagathia, el concepto de lo bello=bueno. Para cualquier griego, nada bello podía ser malo. Eso fue lo que impulsó al abogado de la acusada a soltar el broche de su túnica dejando desnudos sus pechos ante el jurado y demostrando que tal belleza jamás podría ser mala. Nada tuvo que ver con la sexualidad o con una petición de clemencia; tan sólo era una rotunda demostración de la inocencia de Friné ante la acusación de herejía: era demasiado bella para ser culpable.

## Los desnudos de Friné
En las fiestas Eleusinias

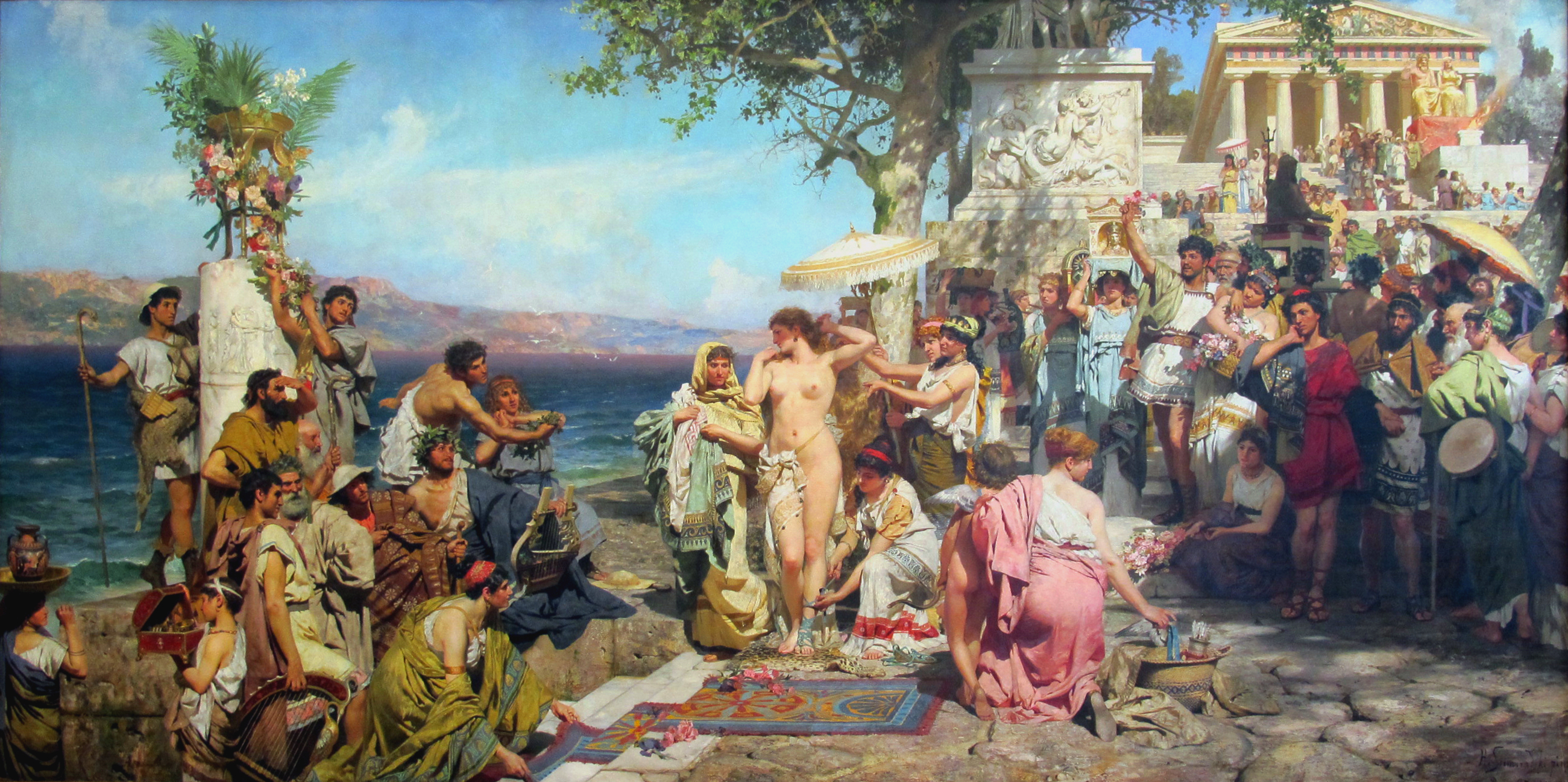
Henryk Siemiradzki. Friné se dispone a bañarse en la playa de Eleusis. 1889.
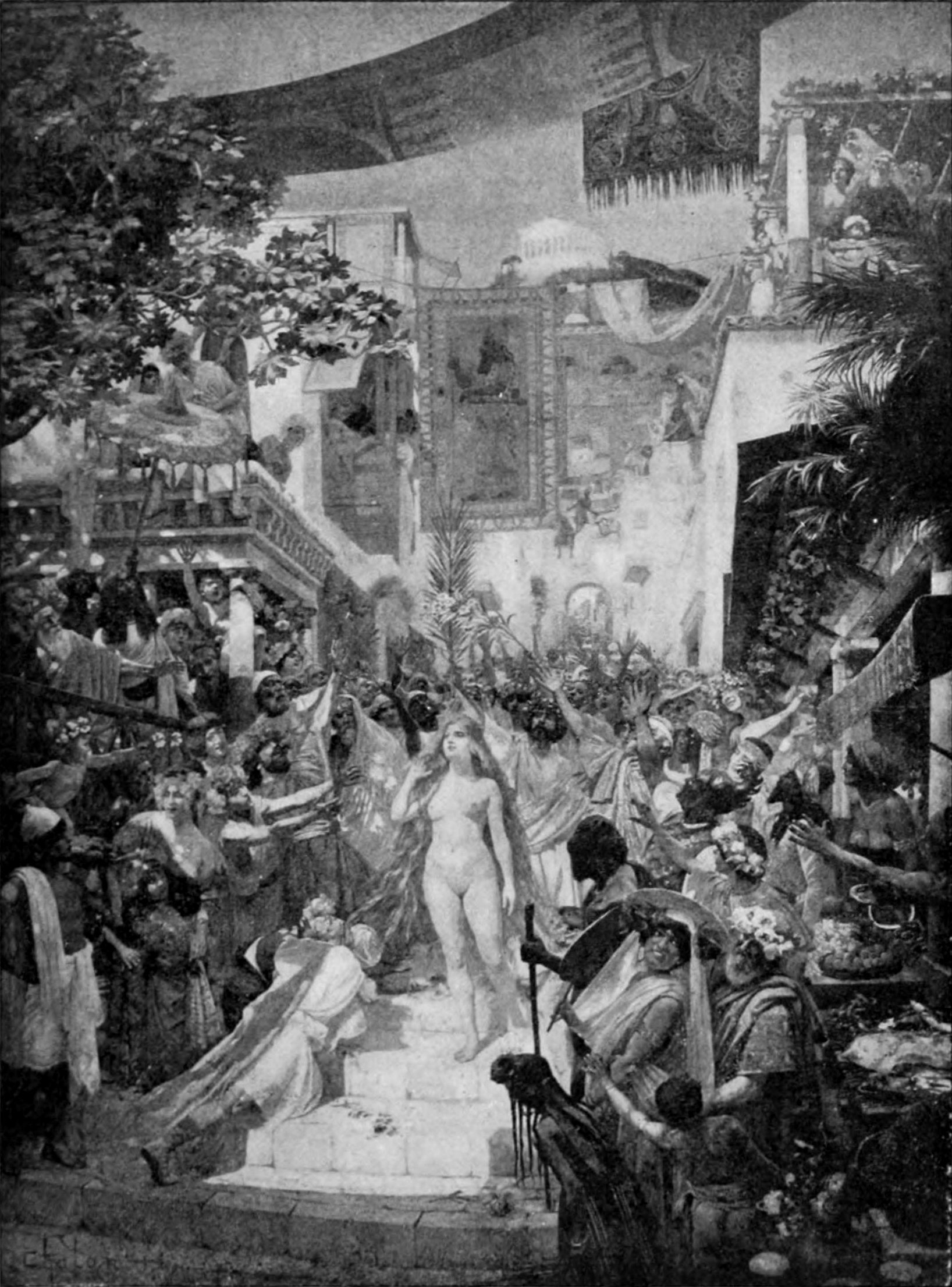
Louis Chalon. Friné en las fiestas Eleusinias. 1901.

Según Ateneo de Náucratis (XIII, 60), lo más hermoso del cuerpo de Friné era lo que no se veía; se tapaba con una túnica que le cubría todo el cuerpo y no iba nunca a los baños públicos, por lo que no era fácil contemplarla sin ropa. Pero en las fiestas Eleusinias y  en las de Poseidón se quitaba el vestido a la vista de todos, se soltaba el cabello y se bañaba en el mar. Para el propio autor, la imagen de Friné saliendo del agua inspiró a Apeles su desaparecida Venus Anadiomena o Afrodita surgiendo del mar:

Friné era ciertamente más bella en las partes no visibles de su cuerpo. Por ello precisamente no era fácil verla desnuda: en efecto, vestía una túnica que la ceñía y no acudía a los baños públicos. [Pero] en las fiestas Eleusinas y en las de Poseidón, a la vista de todos los llegados desde cualquier lugar de Grecia, quitándose el vestido y soltándose el cabello, se adentraba en el mar. Tomándola como modelo, pintó Apeles su Afrodita surgiendo del mar.

Para Plinio (XXXV, 79–97), por el contrario, la modelo fue Campaspe de Larissa.
Ante el Consejo del Areópago
Hacia el 350 a. C., Friné fue acusada de impiedad, una falta imperdonable en la Antigua Grecia (fue el delito por el que se condenó a muerte a Sócrates), junto al atrevimiento de compararse con la misma Afrodita.
A petición de Praxíteles, la defendió Hipérides, quien fue incapaz de convencer a los jueces de su inocencia. Como último recurso, el artista desnudó a Friné (para Quintiliano, fue la propia acusada quien se despojó voluntariamente de toda la ropa –según otras fuentes, solo les mostró los pechos–), argumentándoles que no se podía privar al mundo de tanta belleza. Con esta estrategia, consiguió la absolución unánime del tribunal:

Tampoco prestes oído a los que afirman que si no hubieras enseñado tus pechos tras haber abierto tu vestido, de nada habría servido el defensor, pues era precisa la defensa de aquel para que este mismo gesto resultase oportuno.

Alcifrón, Epistolario: IV, 4.

En realidad, se trataba de un recurso legal extremo: los griegos creían firmemente en la Kalokagathia (lo bello es bueno), como una verdad absoluta. Su base era que, si algo era totalmente bello, era imposible que pudiera albergar maldad alguna. Y funcionó.

## Friné en las fuentes clásicas
- Alcifrón, Epistolario: IV, 4.
- Ateneo de Náucratis, Banquete de los eruditos (Δειπνοσοφισταί): XIII, 59-60.
- Diógenes Laercio: VI, 60.
- Pausanias, Descripción de Grecia (Ἑλλάδος περιήγησις): I, 20; IX, 27; X, 15.
- Plinio el Viejo, Naturalis Historiæ: XXXIV, 69 y ss.

## Friné en el arte y la cultura moderna
El juicio de Friné ha inspirado varias obras de arte, entre ellas el cuadro Friné ante el Areópago de Jean-Léon Gérôme, de 1861, aunque nada en las fuentes indica que haya sido juzgada ante ese tribunal específico. Asimismo, la Friné de 1867 de Artur Grottger, el cuadro de 1904 Friné de José Frappa; la escultura Friné del escultor francés Alexandre Falguière o la escultura Phryne Before the Judges, del escultor estadounidense Albert Weine, de 1948. Otras pinturas inspiradas en la vida de Friné incluyen Phryne Going to the Public Baths as Venus; Demosthenes Taunted by Aeschines' de J. M. W. Turner.

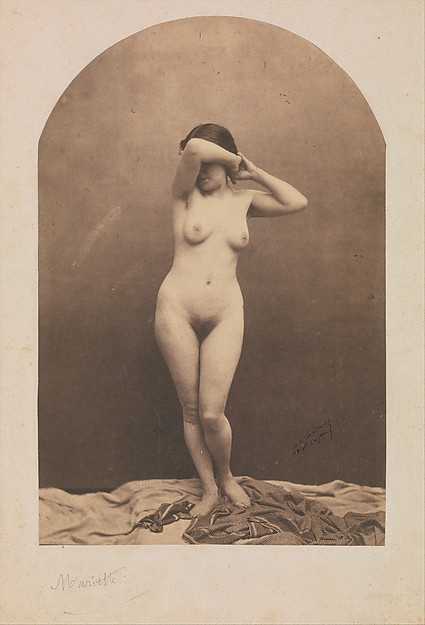
Mujer desnuda de pie. Fotografía encargada por Jean-Léon Gérôme a Gaspard-Félix Tournachon (Nadar) como ayuda para la realización de su obra Praxíteles desnuda a Friné ante el Areópago.
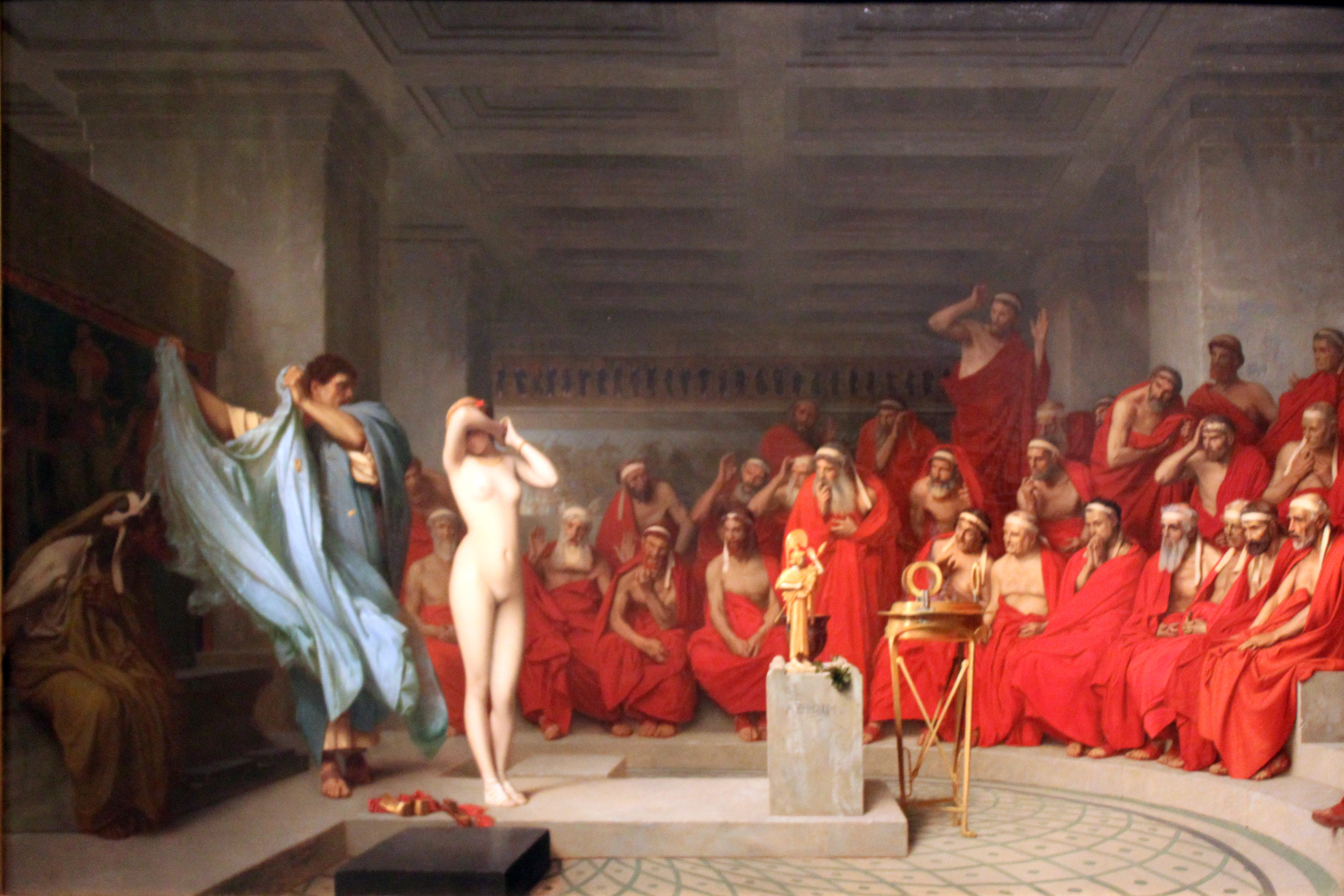
Jean-Léon Gérôme. Praxíteles desnuda a Friné ante el Areópago. 1861.
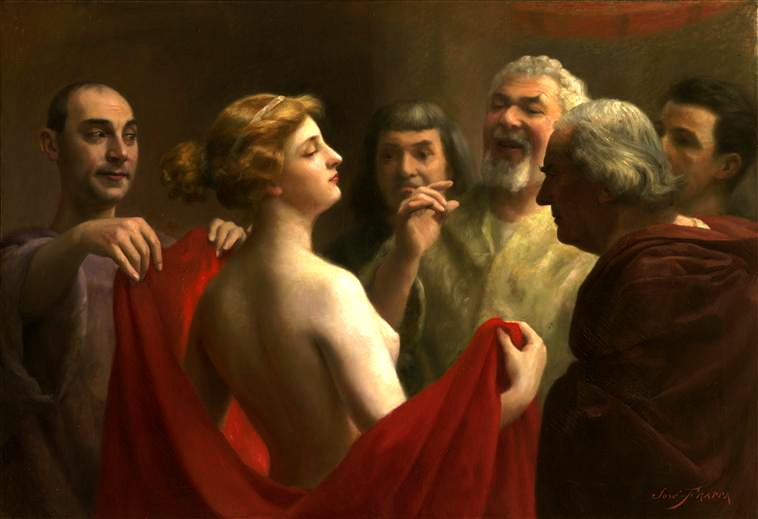
Joseph Frappa. Friné les enseña sus pechos a los jueces. 1904.
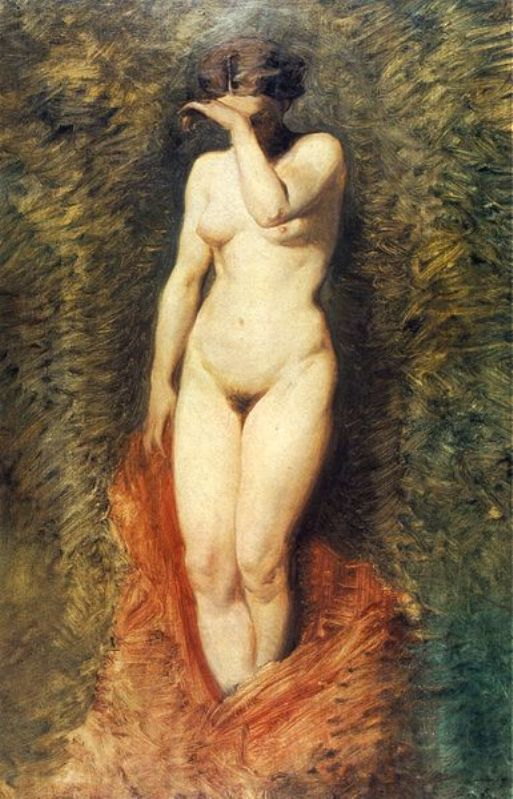
Friné de Artur Grottger (1867)

Otras obras de arte inspiradas en la vida de Friné incluyen los poemas Lesbos y La beauté de Charles Baudelaire y Die Flamingos de Rainer Maria Rilke, la ópera Friné de Camille Saint-Saëns, libros de Dimitris Varos y Witold Jabłoński; y una película de 1953, Frine, cortigiana d'Oriente.
| Obra | Autor                    | Fecha | Material | Localización                     |
| ---- | ------------------------ | ----- | -------- | -------------------------------- |
|      | Ferdinand Lepcke         |       | Bronce   | Hofgarten (Coburg)               |
|      |                          |       | Mármol   | Corfú                            |
|      | Élias Robert             | 1888  | Mármol   | Museo del Louvre, París          |
|      | Adolf Brütt              | 1888  | Bronce   | Nordsee Museum Husum, Nissenhaus |
|      | Richard Reginald Goulden |       |          |                                  |

Ópera cómica
- Saint-Saëns, Camille (1893). Phryné. París.

Danza

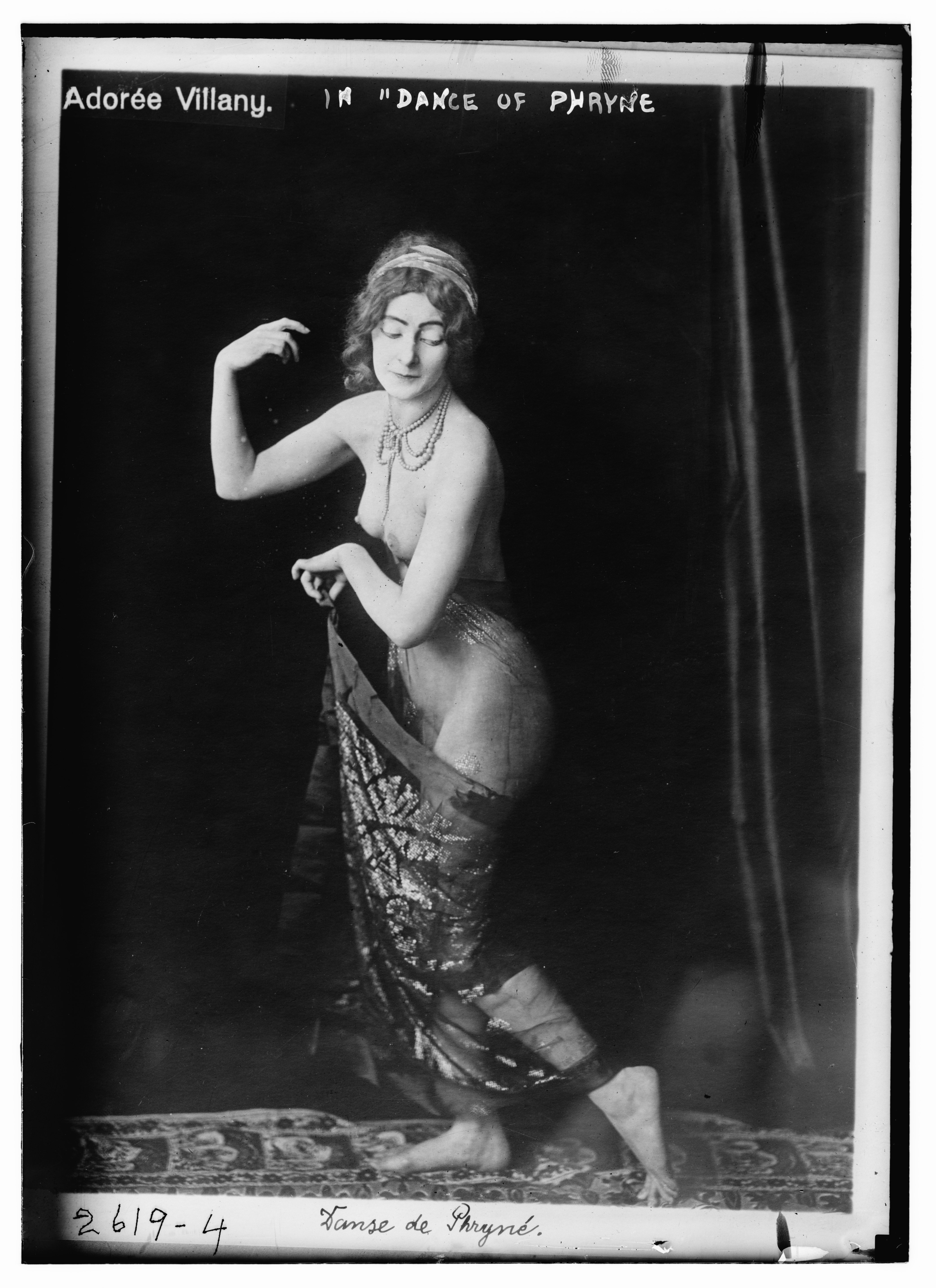
Adorée Villany realizando la Danza de Friné (fotografía tomada hacia 1910).

Filmografía
- Título original: Friné, cortigiana d'Oriente. Año: 1953. Dirección: Mario Bonnard. Intérpretes: Elena Kleus, Pierre Cressoy, Tamara Lees, John Kitzmiller, Giulio Donnini.